# 亚历克斯·邦卡尧旅

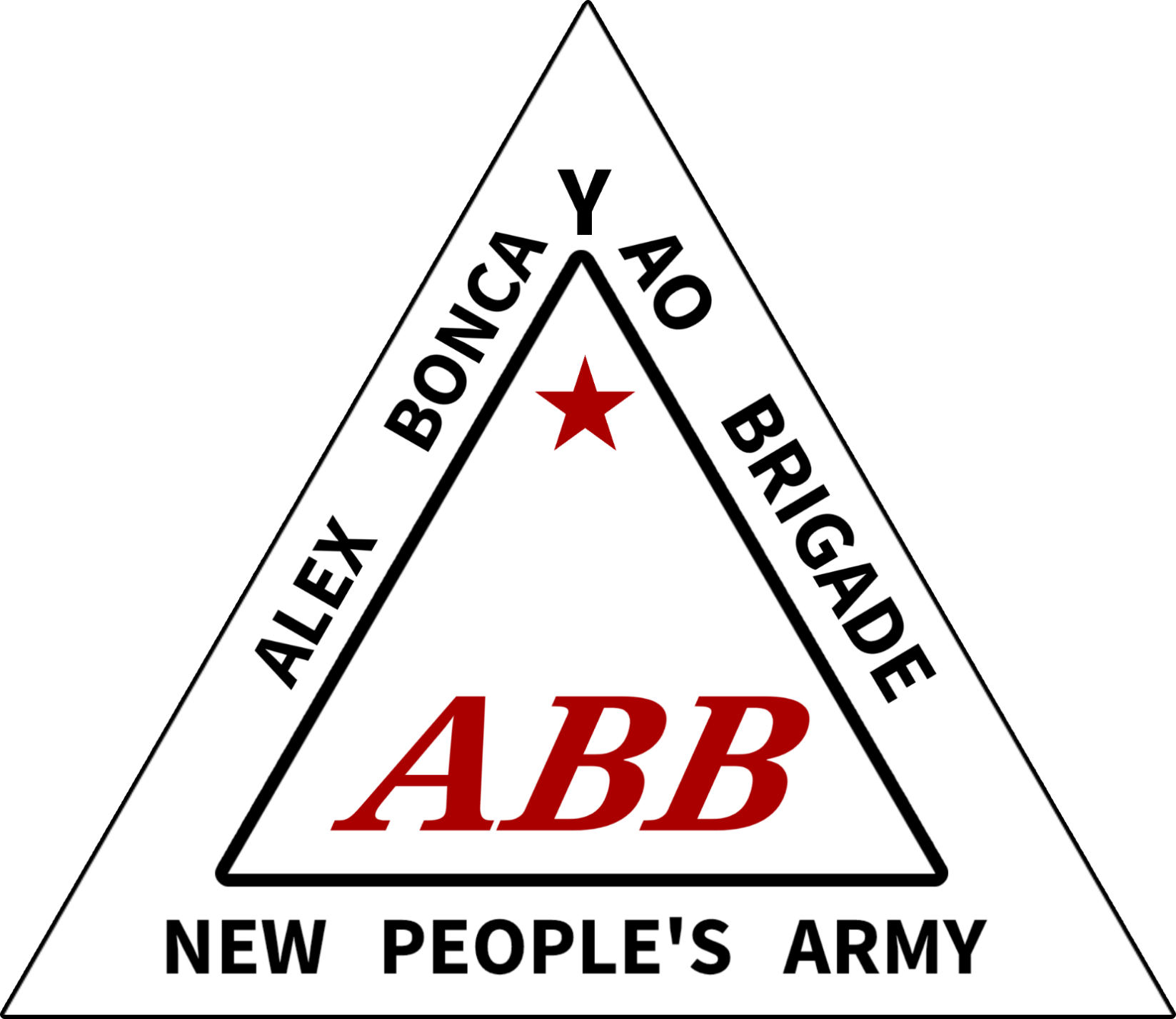
亚历克斯·邦卡尧旅标志

亚历克斯·邦卡尧旅（英語：Alex Boncayao Brigade，缩写为ABB），又称SPARU部队，是1984年菲律宾共产党领导的新人民军建立的城市游击队。1993年，由于对菲律宾共产党于1992年发动的“第二次大整风运动”不满，该组织脱离新人民军。1997年，该组织与菲律宾革命工人党领导的革命无产阶级军结盟，组成“革命无产阶级军—亚历克斯·邦卡尧旅”。